# Youssoup Razykov
Youssoup Razykov (en ouzbek : Yusuf Roziqov), également écrit Ioussouf Razykov ou Yusup Razykov selon les sources, est un réalisateur et scénariste ouzbek, né en 1957 à Tachkent.

## Biographie
Youssoup Razykov a été nommé 5 fois dans des festivals internationaux :
- en 2000 pour le Dauphin d'argent au Festival international de Tróia (Setúbal, Portugal) pour son film Orator (Voiz) ;
- en 2000 pour le Saint George d'or au Festival International de Moscou pour son film Woren Kingdom (Zjenskoe tsarsvo) ;
- en 2005 pour le Saint George d'or au Festival International de Moscou pour son film Erkak ;
- en 2017 au Festival du cinéma russe à Honfleur pour son film La selle turque (Турецкое седло) ;
- en 2019 au Festival du cinéma russe à Honfleur pour son film 'Kérosène (Керосин), Elena Soussanina (Елена Сусанина) remportant le Meilleur rôle féminin ex æquo.

## Filmographie

### Réalisateur
- 1998 : Orator (Voiz)
- 2000 : Women Kingdom (Женское царство, Zjenskoe tsarsvo)
- 2002 : La Danse des hommes (Дилхирож, Dilhiroj)
- 2005 : Erkak (Девичий пастух)
- 2007 : The Runaways (Беглянки, Beglyanki)
- 2007 : Migrant Worker (Гастарбайтер, Gastarbayter)
- 2013 : Shame (Стыд, Styd)
- 2017 : La selle turque (Турецкое седло, Turetskoe sedlo)
- 2019 : Le Kérosène (Керосин)
- 2019 : La Danse du sabre (Танец с саблями)

### Scénariste
- Gorech padeniya (1987) de Sanzhar Babayev
- Wolfhound (en) (Volkodav, 1992) de Mikhail Tumanishvili
- Very Faithful Wife (Ochen vernaya zhena, 1992) de Valeri Pendrakovsky
- Ya vinovat (1999) de Dufunya Vishnevsky
- La Danse des hommes (Dilhiroj, 2002)

## Distinction
- Kinotavr 2019 : Prix de la critique pour Kérosène[1]